# اتصالات مصر
اتصالات مصر (انگلیسی: Etisalat Egypt) شرکت مخابرات مصری است، که در سال ۲۰۰۶ تأسیس شد.